# عید صیام
عید صیام یا نوروز یکی از ایام محرمه در دین بهائی است. در تقویم بهائی، اسم اعظم «بهاء» نام اولین ماه سال و اولین روز هر ماه است. با این ترتیب «یوم البهاء من شهرالبهاء» روز اول سال نو بهائی یعنی نوروز است. که سید علی محمد باب آنرا در کتاب بیان عید مقرر کرده‌است. و بهاءالله در کتاب اقدس این مسئله را تأیید کرده‌است.
در تقویم بهائی هر سال شامل ۱۹ ماه ۱۹ روزه است (بعلاوه ۴ یا ۵ روز ایام هاء). آخرین ماه از این سال، شهرالعلاء است که بهائیان در این ماه از طلوع تا غروب خورشید از خوردن و آشامیدن پرهیز کرده و روزه می‌گیرند. تقویم بهائی دارای ۳۶۵ (و یا ۳۶۶ روز در سالهای کبیسه) است، بنابراین بر اساس این تقویم ثابت، این ماه همه ساله مطابق ۱۱ اسفند تا عید نوروز است.
عید صیام یا نوروز اولین روز بعد از ۱۹ روز روزه گرفتن در آئین بهائی است. این روز همه ساله مطابق با عید نوروز و اول شهرالبهاء است. بهائیان این روز را به مناسبت شروع بهار جشن می‌گیرند. این روز جزء ایام محرمه دین بهائی به حساب می‌آید و کار کردن در این روز بر بهائیان حرام است.
در کتاب اقدس ام‌الکتاب دین بهائی آمده‌است: «و جعلنا النیروز عیدا لکم بعد اکملها»